# Rutilia townsendi
Rutilia townsendi är en tvåvingeart som beskrevs av Crosskey 1973. Rutilia townsendi ingår i släktet Rutilia och familjen parasitflugor.
Artens utbredningsområde är Filippinerna. Inga underarter finns listade i Catalogue of Life.